# Neodihammus
Neodihammus is een kevergeslacht uit de familie van de boktorren (Cerambycidae). De wetenschappelijke naam van het geslacht werd voor het eerst geldig gepubliceerd in 1935 door Breuning.

## Soorten
Neodihammus is monotypisch en omvat slechts de volgende soort:
- Neodihammus pici Breuning, 1935